# Černá armáda
Černá armáda (rusky Чёрная гвардия) je označení ozbrojených skupin dělníků, vzniklých v Rusku po Říjnové revoluci. Členové Černé armády bojovali v následné občanské válce, kde prosazovali myšlenky a názory anarchismu.
Název Černé armády souvisí buď s anarchistickou černou vlajkou, kterou tato skupina používala, nebo se jménem jejího vůdce Lva Černého.

## Historie
Černá armáda byla vytvořena na základě Černé gardy na podzim roku 1917 anarchistkou Marií Nikoforovou. K transformaci Černé gardy v Černou armádu došlo v lednu roku 1918, kdy se v reakci na rostoucí represe a z iniciativy moskevských anarchistů změnila asi tisícičlenná Černá garda na Černou armádu pod vedením Lva Černého.
Bolševici v té době zaútočili na své ultralevicové (resp. anarchistické) kritiky. V noci z 12. srpna 1918 zaútočila Čeka na 26 anarchistických center v Moskvě a Černá armáda zahájila ozbrojený odpor. K prvnímu střetnutí došlo v ulici Malaja Dimitrovka. Čtyřicet anarchistů tam bylo zabito nebo raněno a asi pět set uvězněno. V okamžiku vypuknutí Třetí ruské revoluce 6. června 1918 měla ale Černá armáda opět kolem tisíce vojáků.